# 박격포 (축구인)
박격포(한국 한자: 朴擊捕, 1986년 6월 23일 ~ )는 대한민국의 전 축구 선수이며, 포지션은 공격수였다.